# Joseph Wendel

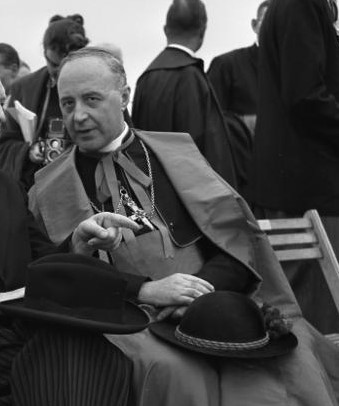
Kardinal Wendel

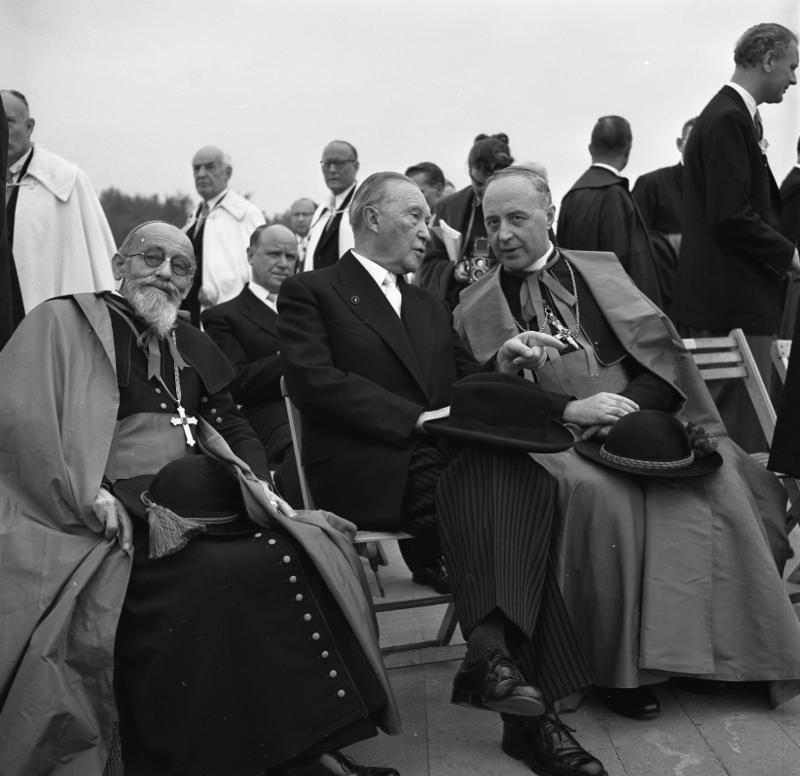
Joseph Wendel (rechts) neben Konrad Adenauer (Mitte) und Bischof Karl Christian Weber auf der Schlusskundgebung des 77. Katholikentages in Köln, 1956

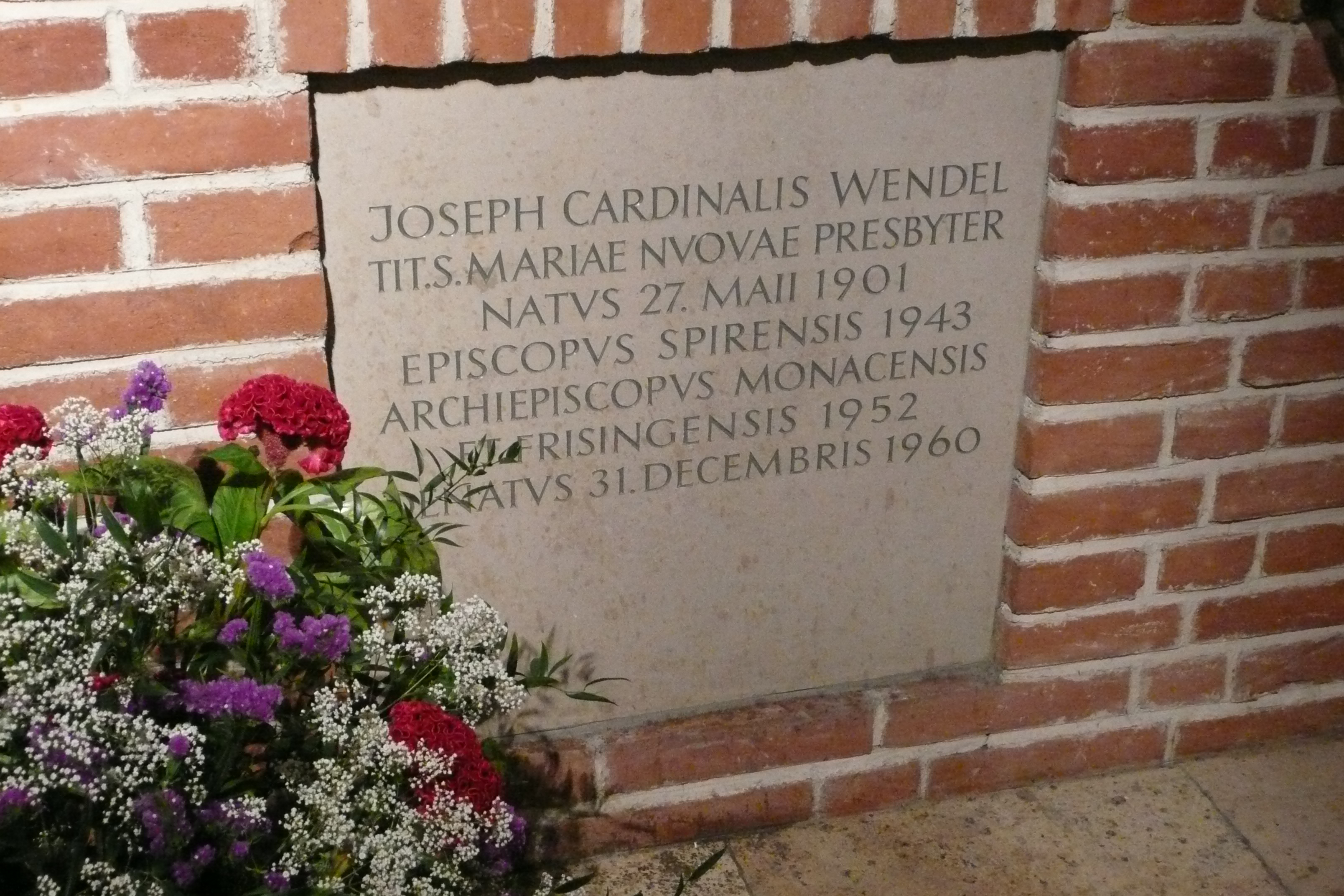
Grabstätte in der Münchner Frauenkirche, 2012

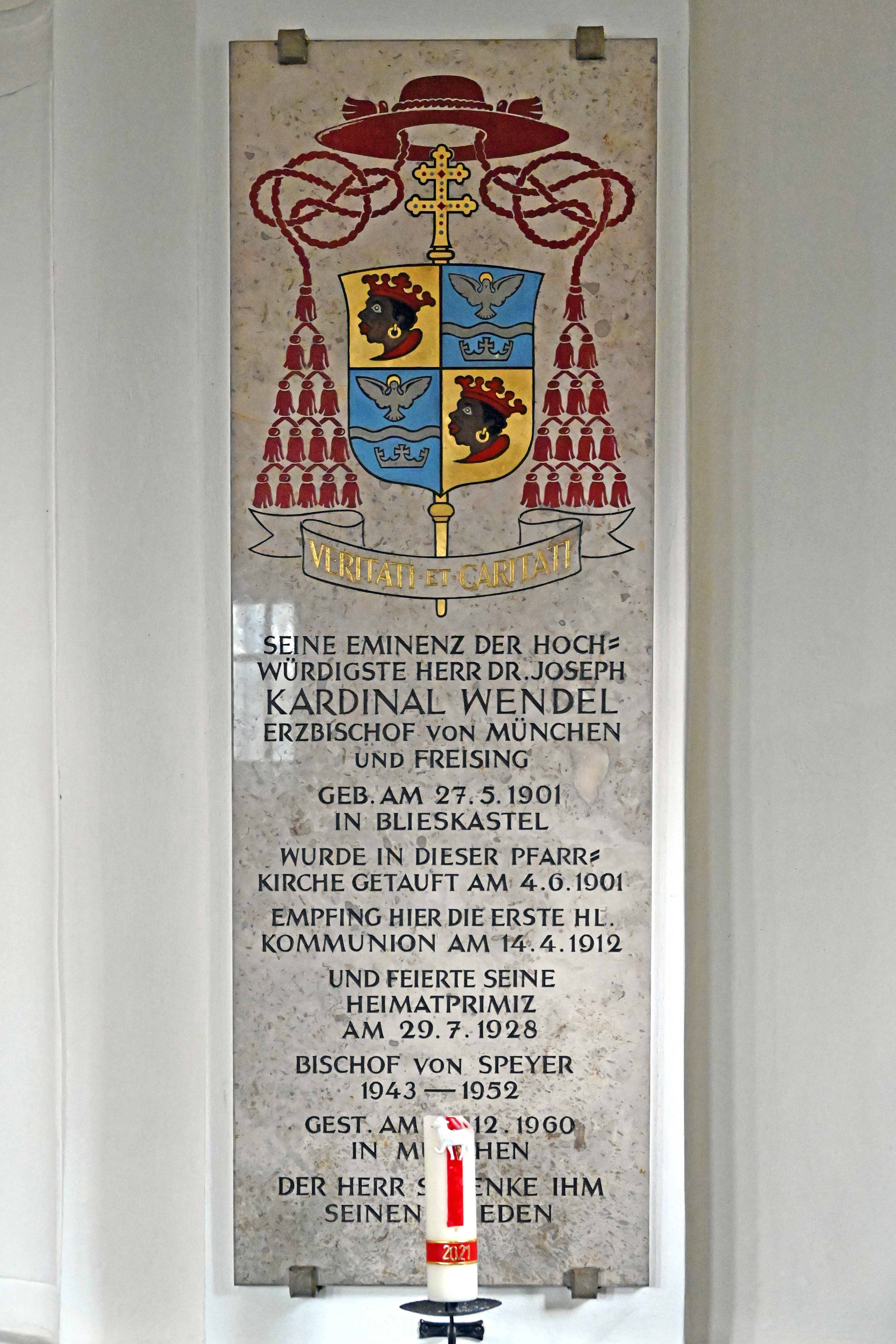
Kardinal-Wendel-Gedenktafel, Schlosskirche Blieskastel

Joseph Kardinal Wendel (* 27. Mai 1901 in Blieskastel; † 31. Dezember 1960 in München) war ein deutscher Geistlicher. Er war Bischof von Speyer und Erzbischof von München und Freising sowie der erste Militärbischof der Bundeswehr.

## Leben
Joseph Wendel wurde im damals zur bayerischen Pfalz gehörenden Blieskastel geboren. Nach Abitur und Studium empfing er am 30. Oktober 1927 in Rom durch Basilio Kardinal Pompili die Priesterweihe.
1941 wurde er von Papst Pius XII. zum Titularbischof von Lebessus (Lebissos) in Lykien ernannt und zum Koadjutorbischof des Bistums Speyer bestellt. Die Bischofsweihe spendete ihm am 29. Juni 1941 der Speyerer Bischof Ludwig Sebastian; Mitkonsekratoren waren der Bischof von Würzburg, Matthias Ehrenfried, und der Bamberger Weihbischof Joseph Otto Kolb. Am 20. Mai 1943 übernahm Wendel das Amt des Bischofs von Speyer. Am 7. November 1952 wurde er als Nachfolger von Michael Kardinal von Faulhaber auf dem Stuhl des Erzbischofs von München und Freising inthronisiert.
Bereits als Bischof von Speyer war Wendel in den Aufbau einer süddeutschen Statthalterei des Ritterordens vom Heiligen Grab zu Jerusalem eingebunden. Im November 1952 erfolgte die Ernennung zum Ehrengroßprior des Ritterordens vom Heiligen Grab zu Jerusalem durch Kardinal-Großmeister Nicola Canali in Rom.
Am 12. Januar 1953 nahm Papst Pius XII. Wendel als Kardinalpriester von Santa Maria Nuova in das Kardinalskollegium auf.
1956 wurde er der erste Militärbischof der neu gegründeten Bundeswehr. 1960 organisierte er den Eucharistischen Weltkongress in München, was auch den theologischen Höhepunkt seiner Laufbahn bedeutete.
Er starb nach der Silvesterpredigt 1960 im Bischofshof an einem Herzinfarkt.
Wendel war Ehrenmitglied der katholischen Studentenverbindungen KDStV Aenania München und KDStV Tuiskonia München im CV sowie der KSStV Alemannia München im KV. Joseph Wendel schloss sich als Kaplan nach Exerzitien in Schönstatt der gleichnamigen Bewegung an. Neben seiner Tätigkeit als Direktor des Bischöflichen Studienheims in Speyer leitete er die Schönstatt-Bewegung in der Diözese Speyer. Die Exerzitien zu seiner Bischofsweihe hielt ihm der Gründer der Schönstatt-Bewegung, Pater Josef Kentenich.
Ein im Januar 2022 veröffentlichtes Gutachten der Münchner Anwaltskanzlei Westpfahl Spilker Wastl dokumentierte, dass es in Wendels Amtszeit als Erzbischof Fälle von 19 des sexuellen Missbrauchs bezichtigten Klerikern gab, die für die Untersuchung relevant waren; in acht davon stellte es ein fehlerhaftes Verhalten Wendels fest. So seien verurteilte Missbrauchstäter wieder in der Seelsorge eingesetzt worden, auch im Religionsunterricht, vorgeschriebene Voruntersuchungen und Meldungen nach Rom seien unterblieben und die Opfer hätten für das Erzbistum keine Rolle gespielt. Teilweise setzten sich Wendel und sein Generalvikar bei staatlichen Stellen auch für eine Begnadigung von Tätern ein.

## Bischofswappen
Das Bischofswappen zeigt in Feld 1 und 3 ein weißes Kreuz auf blauem Feld, das Bistumswappen von Speyer. In Feld 2 und 4 das persönliche Wappen, auf blauem Grund über einem Wellenband eine weiße Taube und darunter eine Krone. Die Krone steht für das Reich Christi (Christkönig), das Wasser darüber symbolisiert das Wasser der Taufe, durch das man in das Reich Christi eintritt. Zweimal steht darüber die Taube: Als Symbol für den Heiligen Geist der Liebe und der Wahrheit.
Das überarbeitete Wappen von Kardinal Wendel: Im Wappenschild befindet sich der Freisinger Mohr als Zeichen für die Erzdiözese München und Freising sowie das persönliche Wappen des Kardinals.
Die Worte seines Wappenspruchs, „Veritati et Caritati“, verweisen auf das Reich der Wahrheit („Veritati“) und der Liebe („Caritati“), dem Kardinal Wendel dienen wollte: Gerade auch in Zeiten der Missachtung des Glaubens wie etwa während des Dritten Reiches, als Joseph Wendel den Spruch wählte.

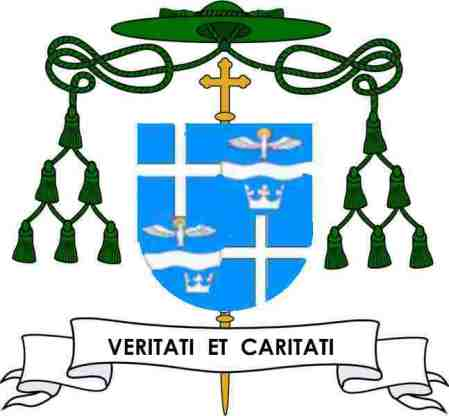
Wappen als Bischof von Speyer
Wappen als Kardinal-Erzbischof von München und Freising

## Ehrungen
- 1952: Großes Verdienstkreuz mit Stern und Schulterband der Bundesrepublik Deutschland
- 1956: Großkreuz des Verdienstordens der Bundesrepublik Deutschland
- 1958: Bayerischer Verdienstorden